# 라이언 머피 (수영 선수)
라이언 피츠제럴드 머피(영어: Ryan Fitzgerald Murphy, 1995년 7월 2일~)는 미국의 수영 선수이다. 2016년 하계 올림픽에서 100m 배영 · 200m 배영 · 400m 혼영에서 3관왕을 달성했으며, 100m 배영(장거리) 세계 기록 보유자이다.

## 성장 과정
머피는 플로리다주 잭슨빌에 소재한 볼스 스쿨을 졸업하였으며, 2013년에 캘리포니아 대학교 버클리에 입학했다. 캘리포니아 골든 베어스의 선수로 활동하였으며, 머피는 8번 NCAA 개인 전국 챔피언으로 2014년, 2015년, 2016년, 2017년에 100 야드 및 200 야드 배영에서 우승했다.

## 같이 보기
- 2020년 하계 올림픽에서 세운 세계 및 올림픽 신기록
- 수영 배영 100m 세계 기록 추이
- 수영 혼계영 400m 세계 기록 추이
- 올림픽 다관왕 목록